# Чеченя Костянтин Анатолійович
Чеченя Костянтин Анатолійович (нар. 1 червня 1959, Київ, УРСР) — український гітарист, композитор, педагог, музично-громадський діяч, мультиінструменталіст, заслужений діяч мистецтв України, кандидат мистецтвознавства, професор. Дослідник автентичного виконавства старовинної музики, організатор культурно-мистецьких проєктів, активний популяризатор гітарного мистецтва в Україні. Засновник і лідер ансамблю старовинної музики «Ансамбль давньої музики Костянтина Чечені».

## Біографія
Закінчив Київський педагогічний інститут імені О.М. Горького (1991). З 2008 року працює в Національному педагогічному університеті імені М. П. Драгоманова, де очолює кафедру інструментального та оркестрового виконавства Інституту мистецтв.
У 2008 році захистив кандидатську дисертацію на тему: «Інструментальна музика в Україні другої половини XVI – середини XVIII століття і проблеми автентичності у виконавській культурі».

## Творча та педагогічна діяльність
З 1980-х років активно займається автентичним виконавством. У 1991 році заснував і очолив Ансамбль давньої музики Костянтина Чечені, репертуар якого охоплює вокальну та інструментальну музику України XVI–XVIII століть, а також твори західноєвропейської традиції від середньовіччя до пізнього бароко. Учасник ансамблю є мультиінструменталістом (грає на лютні, уді, бароковій гітарі, гуслях, кобзі, блокфлейтах, колісній лірі та ударних інструментах).
Ансамбль записав понад 100 творів у фонди Українського радіо, випустив 9 компакт-дисків з українською та європейською старовинною музикою. Деякі записи були здійснені на студіях «Етнодиск», «Vladomir Sound», а також у Київському Будинку звукозапису. У Німеччині видано вініловий диск «Всякому городу нрав і права», мастеринг якого виконано в Нью-Йорку (HotLine Mastering). Про ансамбль знято кілька фільмів на Українському телебаченні (зокрема «Музика Гетьманської доби», «Стоїть явор», «Мелодії українського бароко»). Колектив гастролював країнами Західної та Східної Європи, а також США.

## Громадська діяльність
Костянтин Чеченя є активним музично-громадським діячем:
- голова Київського міського відділення Національної всеукраїнської музичної спілки;
- голова Асоціації гітаристів НВМС;
- голова секції гітари Міського методичного об’єднання викладачів шкіл естетичного виховання;
- директор Літньої гітарної академії;
- артдиректор Міжнародного конкурсу-фестивалю гітаристів «ГітАс»;
- шеф-редактор фахового журналу «Гітара в Україні»;
- член журі численних національних та міжнародних конкурсів гітарного мистецтва.

## Педагогіка
На кафедрі інструментального та оркестрового виконавства викладає дисципліни: основний музичний інструмент, спецкурси, концертмейстерський клас, гра на музичному інструменті, практикум за кваліфікацією, керівництво магістерськими роботами. Серед його учнів — лауреати міжнародних конкурсів: Дмитро Панасевич, Олексій Ніколенко, Ірина Кордюк, Максим Глазунов, Олексій Коршиков та інші.

## Творчість
Костянтин Чеченя — автор численних оригінальних творів, аранжувань, методичних посібників, освітніх програм та збірок концертного репертуару. Його твори часто виконуються на сцені, включаються до конкурсних програм, публікуються в українських та зарубіжних гітарних виданнях. Серед найбільш відомих нотних збірок: «Просто блюз», «Регтайм», «Кантрі», «Рок-н-рол», «Гітарні перспективи» та інші.

## Джерело
- Харківський національний університет мистецтв: Чеченя Костянтин Анатолійович (1959 р. н., м. Київ)